# Rani Mukerji
Rani Mukerji, född 21 mars 1978 i Kolkata (Calcutta), Västbengalen, Indien, är en indisk skådespelerska.

## Filmografi (urval)
- Mardaani (2014)...Shivani Shivaji Roy
- Bombay Talkies (2013)... Gayatri
- Talaash (2012)... Roshni Shekhawat
- Aiyyaa (2012) .. Meenakshi Deshpande
- No One Killed Jessica (2011) ... Meera Gaity
- Dil Bole Hadippa! (2009) ... Veera Kaur/Veer Pratap Singh
- Lucky By Chance ... Apparition spéciale
- Rab Ne Bana Di Jodi (2008) ... Apparition spéciale (Chanson Phir Milenge Chalte Chalte)
- Thoda Pyaar Thoda Magic (2008) ... Geeta
- Saawariya (2007) ... Gulabji
- Om Shanti Om (2007) ... Apparition spéciale (Chanson Deewangi Deewangi)
- Laaga Chunari Mein Daag (2007) ... Vibhavari Sahay (Badki)/ Natasha
- Ta Ra Rum Pum (2007) ... Radhika Shekar Rai Banerjee
- Baabul (2006) ... Malvika Talwar
- Kabhi Alvida Naa Kehna (2006) ... Maya Talwar
- Mangal Pandey : The Rising (2005) ... Heera
- Paheli (2005) ... Lachchi
- Bunty Aur Babli (2005) ... Vimmi Saluja/Babli
- Black (2005) ... Michelle McNally
- Veer-Zaara (2004) ... Saamiya Siddiqui
- Hum Tum (2004) ... Rhea Prakash
- Yuva (2004) ... Sashi Biswas
- LOC Kargil (2003) ... Hema, la copine de Pandey
- Kal Ho Naa Ho (2003) ... Apparition spéciale (Chanson Maahi Ve)
- Chori Chori (2003) ... Khushi
- Calcutta Mail (2003) ... Bulbul/Reema
- Chalte Chalte (2003) ... Priya Chopra
- Chalo Ishq Ladaaye (2002) ... Sapna
- Saathiya (2002) ... Suhani Sharma
- Mujhse Dosti Karoge ! (2002) ... Pooja Sahani
- Pyaar Diwana Hota Hai (2002) ... Payal Khurana
- Kabhi Khushi Kabhie Gham (2001) ... Naina Kapoor
- Nayak: The Real Hero (2001) ... Manjari
- Bas Itna Sa Khwaab Hai (2001) ... Pooja
- Hadh Kar Di Aapne (2000) ... Anjali Khanna
- Hey Ram (2000) ... Aparna Ram
- Badal (2000) ... Rani
- Hello Brother (1999) ... Rani
- Mann (1999) ... Apparition spéciale (Chanson Kali Nagin Ke)
- Mehndi (1998)
- Kuch Kuch Hota Hai (1998) ... Tina Malhotra
- Ghulam (1998) ... Alisha
- Raja Ki Ayegi Baraat (1997) ... Mala
- Biyer Phool (1996) ... Mili